# تالبوت سميث
تالبوت سميث (بالإنجليزية: Talbot Smith)‏ هو محامي وضابط وقاضي أمريكي، ولد في 11 أكتوبر 1899 في فايت في الولايات المتحدة، وتوفي في 21 ديسمبر 1978.